# The Law of Ueki (anime)
The Law of Ueki (うえきの法則, Ueki no Hōsoku) is een Japanse animeserie uit 2005 geproduceerd door Studio Deen op basis van de gelijknamige manga. Onder regie van Hiroshi Watanabe en met personages ontworpen door Shinobu Tagashira ontstonden 51 afleveringen van 25 minuten. De artdirector was Eiji Iwase. De afleveringen werden van 4 april 2005 tot 27 maart 2006 op TV Tokyo uitgezonden. De serie had een marktaandeel van ongeveer 4 procent.
De tekenfilmserie was ook op de Spaanse en Filipijnse televisie te zien, en verscheen in de Verenigde Staten in het Engels nagesynchroniseerd op dvd.

## Verhaallijn 1
"The Law of Ueki gaat over een jongen genaamd Ueki. Hij is een power user. Als hij een keer in het park zijn krachten gebruikt springt er een meisje uit zijn klas tevoorschijn, genaamd Mori. Elke power user heeft een god canditat en die legt aan Mori uit wat power users zijn en dat er een groot toernooi aankomt. De winnaar van het toernooi krijgt de Null Zai.
Maar er zijn ook slechte mensen die die kracht willen hebben. Ueki kan dat niet toestaan en wordt een rivaal van Roberto, iemand die de Null Zai wil winnen met alle geweld. Roberto heeft 10 handlangers, genaamd de Roberto 10. Ueki doet alsof hij een lid is van de 10 en verslaat ze een voor een.
Ondertussen ontdekt Ueki dat hij een heilige power user is. En hij ontmoet Tenko een heilig dier. Maar als later blijkt dat de echte Roberto 10 nog niet verslagen is zet Ueki zijn gevechten door met nog meer vastberadenheid dan eerst, want Roberto heeft Sano, een vriend van Ueki, in zijn macht. Uiteindelijk vecht Ueki met Sano, Rinko, Tenko en Mori aan zijn zijde tegen Roberto. Met de herinnering dat Roberto Ueki's god canditat naar de hel heeft gestuurd en dat als Roberto de Null Zai wint de wereld vergaat, wint Ueki.

## Verhaallijn 2
Het echte toernooi om de Null Zai te winnen begint. Ueki denkt dat er geen grote gevaren meer zijn maar we zien dat een mysterieuze jongen, genaamd Anon, Roberto opeet. Na alle voorrondes en tussenrondes te hebben gehad is er even pauze voor de kandidaten. Maar als Anon zijn kans grijpt en God doodt is de pauze gauw voorbij voor onze vrienden.
Ueki levert een gevecht op leven en dood en staat op het punt te verdwijnen maar als hij nu aanvalt zal hij verdwijnen en anders zal Anon de Null Zai winnen. Ueki weet wat hem te doen staat en gaat volop in de aanval. Als in de rookwolk Ueki niet tevoorschijn komt is Mori ontroostbaar want ze weet dat Ueki verdwenen is voor altijd. Uit het niets ziet Mori een schim: het is Ueki. Mori springt in Ueki's armen van blijdschap.

## Personages
- Ueki Kouseke: De hoofdpersoon en een heilige power user. 14 jaar. Kracht: afval in bomen veranderen.
- Mori Ai: De beste vriend van Ueki. Is in het begin geen power user maar later wel. 14 jaar.
- Sano: Ook een vriend van Ueki. Hij heeft een litteken om zijn linkeroog. 14 jaar. Kracht: kleine handdoekjes in metaal veranderen.
- Rinko: Een meisje dat eerst voor Roberto werkte maar toen ze Ueki ontmoeten wist ze dat ze fout zat. Dierenliefhebber. 15 jaar. Kracht: bonen in explosies veranderen.
- Hidyoshi: Een grappenmaker en vriend van Ueki. 14 jaar. Kracht: stem verplaatsen.
- Roberto: Een jongen die ook een heilige power user is. 14 jaar. Kracht: met zijn mond bellen maken die dingen optillen of naar beneden trekken.